# Dioctria hyalipennis
Espèce
Dioctria hyalipennis est une espèce d'insectes diptères brachycères prédateurs de la famille des Asilidae.

## Systématique
Le nom valide complet (avec auteur) de ce taxon est Dioctria hyalipennis (Fabricius, 1794).
L'espèce a été initialement classée dans le genre Asilus sous le protonyme Asilus hyalipennis Fabricius, 1794.
Dioctria hyalipennis a pour synonymes :
- Asilus hyalipennis Fabricius, 1794
- Dioctria anomala Macquart, 1826
- Dioctria flavipes Meigen, 1804
- Dioctria varipes Meigen, 1820